# Siteswap
Siteswap is een notatiesysteem voor jongleren om jongleerpatronen te beschrijven of weer te geven. De notatie maakt het makkelijker om over jongleerpatronen te praten en om nieuwe variaties te verzinnen. Het systeem codeert het aantal tellen van elke worp en de hand waarnaar het object (zoals een jongleerbal) gaat, en gaat daarbij uit van een constant ritme: er wordt maar één object tegelijkertijd gegooid, en de worpen vinden plaats op de tellen.
Het aantal tellen van een worp komt meestal overeen met hoe hoog het object wordt gegooid (een niet-lineair verband). Dit gaat echter niet op wanneer de gebruikelijke, omhooggerichte worpen worden afgewisseld met bijvoorbeeld het laten stuiteren van een bal, of wanneer objecten met erg verschillende luchtweerstand worden gebruikt – vandaar dat het correcter is om te spreken van het aantal tellen dat het object 'in de lucht' is.

## Notatie

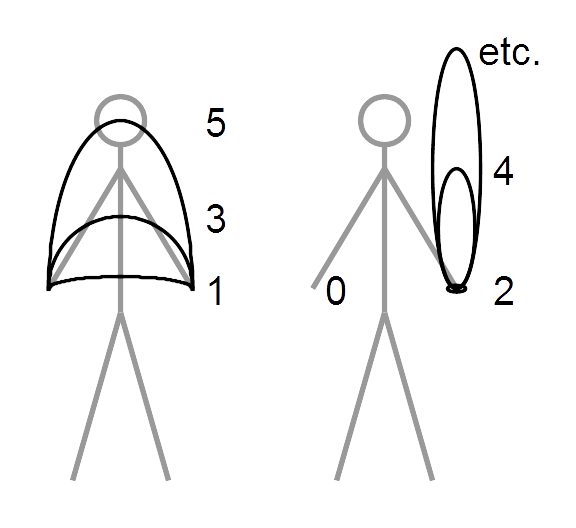
Siteswap-tellen weergegeven als relatieve hoogte

In de siteswapnotatie wordt de duur van elke worp weergegeven met een cijfer. Tevens betekent een oneven cijfer doorgaans dat het object naar de andere hand wordt geworpen (zoals bij cascades), en een even cijfer dat het object door dezelfde hand wordt gevangen als waarmee hij is gegooid (zoals bij fountains). Er zijn drie speciale cijfers: een 0 betekent een pauze met een lege hand, een 1 is een snelle pass naar de andere hand, en een 2 betekent een pauze met een object in de hand. Worpen die langer dan 9 tellen duren krijgen letters, beginnend bij a:
- 0 = pauze met lege hand
- 1 = snelle pass naar de andere hand
- 2 = object vasthouden (geen worp)
- 3 = worp naar de andere hand
- 4 = worp door en naar dezelfde hand
- 5 = hogere worp naar de andere hand
- 9 = nog hogere worp naar de andere hand
- a (10) = nog hogere worp door en naar dezelfde hand

Voor een siteswapnotatie geldt altijd dat het gemiddelde van de cijfers gelijk is aan de hoeveelheid objecten dat in het patroon in kwestie wordt gebruikt.
Een patroon herhaalt zich na een bepaald aantal worpen, de periode. De siteswapnotatie van een patroon geeft het kortste herhalende segment van een reeks weer, en het aantal cijfers is dus gelijk aan de periode.
Als de periode een oneven getal is, wordt elke herhaling van het patroon met de andere hand gestart. Omdat beide handen dan hetzelfde doen (hoewel niet tegelijkertijd), heet het patroon symmetrisch. Als de periode een even getal is, dan doet elke hand bij elke herhaling van het patroon hetzelfde als de vorige keer, en betreft het een asymmetrisch patroon.

### Basispatronen
In toss juggling zijn er drie basispatronen. Gebaseerd op deze drie basispatronen zijn er veel (complexe) variaties.

#### Cascade
De cascade is vaak het eerste patroon dat aan beginnende jongleurs wordt geleerd. De objecten volgen ongeveer een lemniscaatvormige baan (∞), waarbij de objecten dezelfde hoogte bereiken en steeds door de tegenovergestelde hand gevangen worden. Dit patroon wordt meestal gebruikt om met een oneven aantal objecten te jongleren. Zo wordt een cascade met drie objecten genoteerd als 3 (zie animatie), en een cascade met vijf objecten als 5. Bij siteswap 3 wordt elk object gegooid op het moment dat de vorige worp zijn hoogste punt bereikt.
Siteswap 330 ("gap cascade") is als siteswap 3 waarbij een object ontbreekt: na elke twee worpen is er een tel pauze. De bewegingen zijn verder gelijk, wat de 330 een goede oefening maakt om de 3 te leren.

#### Fountain
Bij de fountain wisselen de objecten niet van hand; de hand die gooit, vangt het object ook weer. Dit patroon wordt meestal gebruikt om met een even aantal objecten te jongleren. Een fountain met vier objecten heeft siteswapnotatie 4 (zie animatie). Ook bij siteswap 4 wordt elk object gegooid op het moment dat de vorige worp zijn hoogste punt bereikt.
Voor het oefenen van siteswap 4 kan sitewap 40 (of 42) gebruikt worden: alleen de ene hand gooit de objecten zoals bij de 4, terwijl de andere hand niets doet (leeg, of bij 42: een object vasthoudt).

#### Shower
In de shower volgen de objecten ongeveer een cirkelvormige baan, waarbij de ene hand de hogere worpen doet en de andere de objecten naar de eerste hand terugpasst. Dit patroon kan met een even of oneven aantal objecten gedaan worden. In tekeningen van jongleurs wordt meestal dit patroon afgebeeld, vaak met overdrijving: een groot aantal ballen in een kleine, soms perfecte cirkel.
Een shower met drie objecten wordt genoteerd als 51; het gemiddelde is 3 (dus drie objecten), de worpduur (en -hoogte) komt overeen met een cascade met vijf objecten, en deze hoge worp wordt afgewisseld met een snelle pass (zie animatie).

### Variaties
De "half-box", siteswap 441, is een drieballenpatroon, waarbij elk object telkens twee keer omhooggegooid en een keer gepasst wordt.
Siteswap 531 is een drieballenpatroon, waarbij twee objecten afwisselend hoog gegooid en gepasst worden, en het derde object (de rode bal in de animatie hiernaast) telkens laag gegooid wordt.
Gebaseerd op dezelfde principes zijn er ook overgooi-siteswaps en diabolo-siteswaps.

## Geschiedenis
In de jongleerwereld komen relatief veel wiskundigen voor. Hierdoor kon het gebeuren dat er connecties tussen deze twee disciplines gevonden werden. Vooral in de jaren 1980 was er activiteit op dit gebied. Op drie plaatsen in de wereld werden toen onafhankelijk van elkaar notaties voor jongleren ontwikkeld.
In 1981 werd de eerste notatie bedacht door Paul Klimek en Don Hatch. Ze woonden enkele kilometers van elkaar vandaan woonden maar kenden elkaar toen nog niet. Onafhankelijk bedachten ze dezelfde notatie. Klimek noemde deze notatie Quantum Juggling.
Vier jaar later werd in 1985 door Mike Day, Colin Wright en Adam Chalcraft uit Cambridge een andere notatie bedacht. De notatie werd 'Cambridge Notation' genoemd en lijkt sterk op Quantum Juggling, ondanks dat het Cambridge trio daar niet mee bekend was.
In hetzelfde jaar had de Amerikaan Bruce Tiemann een derde notatie bedacht genaamd 'Site Swap'. Na de eerste ontmoeting tussen Klimek en Tiemann in 1986 realiseerde Tiemann meteen dat de notatie van Quantum Juggling superieur was en paste zijn eigen notatie Site Swap aan. Tiemann was de eerste die de notatie publiceerde. In de loop der jaren is daardoor de term siteswap aangeslagen ondanks dat het eigenlijk de notatie Quantum Juggling is.